# Anna Sandström
Ne doit pas être confondu avec Anna Sundström.
Anna Maria Carolina Sandström est née le 3 septembre 1854 à Stockholm et est morte le 26 mai 1931 est une féministe suédoise, réformatrice de la pédagogie et une pionnière dans le système éducatif de son pays. C'est une référence dans la pédagogie d'éducation des femmes en Suède au XIXe siècle.

## Jeunesse
Anna Sandström est la fille de l'administrateur Carl Eric Sandström et d'Anna Erica Hallström. Après la mort prématurée de son père, elle a grandi avec le colonel Hjalmar Hagberg. À cause du métier de son père, elle voyage à travers le pays en fonction de ses postes militaires, elle fut souvent obligée d'interrompre son éducation. Elle a été éduquée à l'école pour fille Åhlinska skolan et à Högre lärarinneseminariet à Stockholm, dont elle sort diplômée avec le statut d'enseignante en 1874. Pendant sa formation, les femmes ont acquis le droit de fréquenter l'université en Suède, mais elle ne la fréquenta jamais elle-même.
Elle était employée en tant qu'enseignante à l'école pour fille Åhlinska skolan de 1874 à 1882 et ensuite à l'école pour fille Södermalms högre läroanstalt à Stockholm de 1881 à 1883. Elle n'était pas à l'aise dans l'environnement d'une école pour filles et elle était sceptique quant à l'enseignement reçu par les étudiants. Elle continua à s'éduquer elle-même et a étudié l'histoire, le français, la littérature suédoise et le latin en autodidacte. Elle étudia également les publications de pédagogues réformateurs.

## Réformation de l'éducation
En 1880, Sandström lance un débat sur l'éducation publique dans son article Gifva våra flickskolor berättigade anledningar till missnöje? (Est-ce que les écoles de nos filles nous donnent des causes de mécontentement ?) dans la publication féministe Tidskrift för hemmet créée par Sophie Adlersparre. Sous le pseudonyme masculin de Uffe, elle critique durement l'éducation classique et son obsession stricte pour les langues. Le français était la matière traditionnellement enseignée aux femmes et le latin celle enseignée aux hommes.
En 1882, elle publia Realism i undervisning eller Språkkunskap och bildning sous le même pseudonyme, qui attira beaucoup l'attention. C'est vu comme le point de départ qui unit les pédagogues réformateurs de la fin du XIXe siècle en Suède pour effectuer des réformes de l'éducation. L'auteur était considéré comme un homme universitaire respectable, et en se référant à « Uffe », Sandström fonda le groupe de discussion littéraire appelé Uffe-kretsen (le cercle d'Uffe) formé de réformateurs de l'éducation, actif de 1883 à 1892. Les membres importants étaient Fredrique Runquist, Fridtjuv Berg, Hjalmar Berg, Sigfrid Almquist, Sofi Almquist et Nils Lagerstedt. Le groupe fonda 2 écoles mixtes, publia des articles radicaux et des livres d'enseignement, arrangea des rencontres internationales entre écoles avec des groupes similaires au Danemark et en Norvège, fonda la bibliothèque pédagogique et La société pédagogique, qui remplaça le Cercle d'Uffe en 1892.
Anna Sandström fut membre du conseil d'administration de la Société Pédagogique de 1892 à 1902. Elle participait fréquemment au Flickskolemöten (Rencontre des écoles de filles) annuel pour les professeurs et les réformateurs pédagogiques, qui se déroula en Suède de 1879 à 1901 pour discuter des problèmes concernant l'éducation des femmes, qui était géré par des écoles de filles jusqu'à l'arrivée de l'école mixte.

## Carrière dans l'éducation
En 1883, Sandström cofonde l'école mixte Nya skolan à Stockholm avec son collègue Fredrique Runquist (nommé depuis 1886 Anna Sandströms skola (L'école Anna Sandström), et elle fut principale de 1883 à 1926. Elle fonda l'école avec son pseudonyme masculin alors non connu, Uffe, dont les idées étaient devenues populaires. C'était son but d'accomplir ses rêves qu'elle a présentés dans sa publication de 1882 dans son école, et elle l'utilisa pour expérimenter ses idées sur l'éducation à travers une expérience empirique.
Anna Sandström détestait les écoles de filles  et était partisane de l'éducation mixte. Elle croyait en l'éducation individuelle ; de trouver et de développer les talents personnels de chaque étudiant et en s'efforçant de rendre chaque sujet « vivant » à travers la littérature. Elle croyait qu'apprendre devait être une expérience plutôt qu'une mémorisation des idées d'un livre. 
En 1900, elle fonda le « séminaire Anna Sandströms » pour enseignantes à Stockholm, qu'elle dirigea de 1900 à 1926. De nombreuses figures littéraires et artistiques suédoise fréquente son séminaires : Elsa Björkman-Goldschmidt, Harriet Löwenhjelm, Elsa Brändström.
Les idées d'Anna Sandström, qu'elle essaya dans ses propres écoles, étaient d'avoir un impact fort à travers la réforme de l'école publique entre 1905 et 1928 et les plans de réformes de l'éducation de 1919. En 1904, on lui décerna la médaille Illis quorum, médaille décernée pour des contributions exceptionnelles à la culture, la science ou la société suédoise, pour ses longs, « travaux pleins de succès pour l'éducation des jeunes femmes ».

## Éditrice
En 1883, elle cofonda le journal radical Verdandi avec Lars Hökerberg, qu'elle édita entre 1883 et 1929. Le journal la présentait comme la voix de son pseudonyme Uffe, auteur de sa publication et réforme populaire Realism i undervisning eller Språkkunskap och bildning de 1882. Le journal devint le journal principal de l'éducation en Suède jusque 1920 et publia fréquemment des articles sur les pionniers de l'éducation.

## Féministe
Anna Sandström appartenait au cercle des fondateurs du mouvement des droits des femmes Fredrika Bremer-förbundet de Sophie Adlersparre en 1884, dont elle publia le premier article en tant que réformatrice. Pendant les années 1890, elle était une participante connue du débat des genres à travers ses articles dans le journal de Fredrika Bremer-Förbundet. Elle représentait alors la ligne radicale du mouvement féministe qui voyait les hommes et les femmes comme des individus uniques et défendait leur droit de développer leur personnalité à l'opposé des rôles traditionnels définis par leur sexe, elle s'opposa au Difference feminism représenté par Ellen Key qui demandait l'égalité entre les hommes et les femmes parce que leurs différences pouvaient devenir complémentaires et profiter à la société, au lieu de demander l'égalité des sexes étant nés égaux et n'étant différents que de personnalités. C'était un gaspillage de temps et de ressources de créer une différence psychologique à travers des genres artificiels, au lieu d'aider les individus à développer leurs talents personnels et leurs ambitions. 
Elle devint alors l'une des figures importantes du féminisme suédois. Ses articles furent imprimés et vendus. Dans son article de 1898 Under hvilka förutsättningar kan kvinnorörelsen blifva af verklig betydelse för kultur och framåtskridande? (Dans quelles circonstances le mouvement des femmes pourrait être d'une réelle importance pour la culture et le progrès ?), dans lequel elle déclara que l'égalité entre les sexes n'était pas seulement nécessaire au développement des individus, mais était également nécessaire au bonheur des mariages et au développement d'une société prospère. Pendant ses dernières années, elle se concentra plus sur les questions concernant l'éducation des femmes plutôt que sur les problèmes entre les sexes en général.